# Austropallene brachyura
Austropallene brachyura là một loài nhện biển trong họ Callipallenidae. Chúng được miêu tả khoa học năm 1911 bởi Bouvier.